# Vicariat apostòlic de Paksé
El vicariat apostòlic de Paksé (laosià: ອັກຄະສາວົກແທນຂອງເມືອງປາກເຊ, llatí:  Vicariatus Apostolicus Paksensis) és un seu de l'Església Catòlica a Laos, Immediatament subjecte a la Santa Seu. Al 2014 tenia 15.702 batejats sobre una població de 1.238.000 habitants. Actualment està regida pel bisbe Louis-Marie Ling Mangkhanekhoun.

## Territori
La diòcesi comprèn quatre províncies laosianes: Champasak, Salavan, Xekong i Attapeu.
La seu episcopal és la ciutat de Paksé, on es troba la catedral del Sagrat Cor.
El territori s'estén sobre 59.210 km², i el 2002 estava dividit en 46 parròquies.

## Història
El vicariat apostòlic va ser erigit el 12 de juny de 1967 mitjançant la butlla Christi parabola del Papa Pau VI, prenent el territori del vicariat apostòlic de Savannakhet.
Al 2016, només unes 15.000 de les aproximadament 1,3 milions de persones que viuen a la zona són membres de l'Església catòlica, la meitat dels quals pertanyen a les minories ètniques.
L'11 de desembre de 2016 a Vientiane es beatificaren alguns màrtirs laosians que havien treballat al vicariat, entre els quals estaven els missioners René Dubroux, assassinat el 1959, i Lucien Galan, assassinat el 1968.

## Cronologia episcopal
- Jean-Pierre Urkia, M.E.P. † (12 de juny de 1967 - 10 de juliol de 1975 renuncià)
- Thomas Khamphan † (10 de juliol de 1975 - 30 d'octubre de 2000 jubilat)
- Louis-Marie Ling Mangkhanekhoun, des del 30 d'octubre de 2000

## Estadístiques
A finals del 2014, la diòcesi tenia 15.702 batejats sobre una població de 1.238.000 persones, equivalent a l'1,3% del total.
| any  | població | població  | població | sacerdots | sacerdots       | sacerdots       | sacerdots             | diaques | religiosos | religiosos | parròquies |
| ---- | -------- | --------- | -------- | --------- | --------------- | --------------- | --------------------- | ------- | ---------- | ---------- | ---------- |
| any  | batejats | total     | %        | total     | clergat secular | clergat regular | batejats por sacerdot | diaques | homes      | dones      |            |
| 1970 | 6.711    | 500.000   | 1,3      | 17        | 3               | 14              | 394                   |         | 14         | 60         |            |
| 1974 | 8.545    | 550.000   | 1,6      | 12        |                 | 12              | 712                   |         | 12         | 38         | 11         |
| 1988 | 8.634    | 660.000   | 1,3      | 15        | 3               | 12              | 575                   |         | 12         | 17         | 11         |
| 1999 | 11.362   | 910.000   | 1,2      | 2         | 2               |                 | 5.681                 |         |            | 19         | 51         |
| 2000 | 11.793   | 914.000   | 1,3      | 2         | 2               |                 | 5.896                 |         |            | 18         | 47         |
| 2001 | 13.123   | 925.652   | 1,4      | 2         | 2               |                 | 6.561                 |         |            | 18         | 47         |
| 2002 | 11.750   | 926.006   | 1,3      | 2         | 2               |                 | 5.875                 |         |            | 18         | 46         |
| 2003 | 14.519   | 1.098.000 | 1,3      | 3         | 3               |                 | 4.839                 |         |            | 18         | ?          |
| 2005 | 14.519   | 1.098.000 | 1,3      | 3         | 3               |                 | 4.839                 |         |            | 18         | 46         |
| 2010 | 16.332   | 1.134.196 | 1,4      | 5         | 5               |                 | 3.266                 |         |            | 20         | ?          |
| 2014 | 15.702   | 1.238.000 | 1,3      | 7         | 6               | 1               | 2.243                 |         | 10         | 12         | ?          |

## Note
1. ↑  Dades del 2002